# Stormningen av Tuilerierna

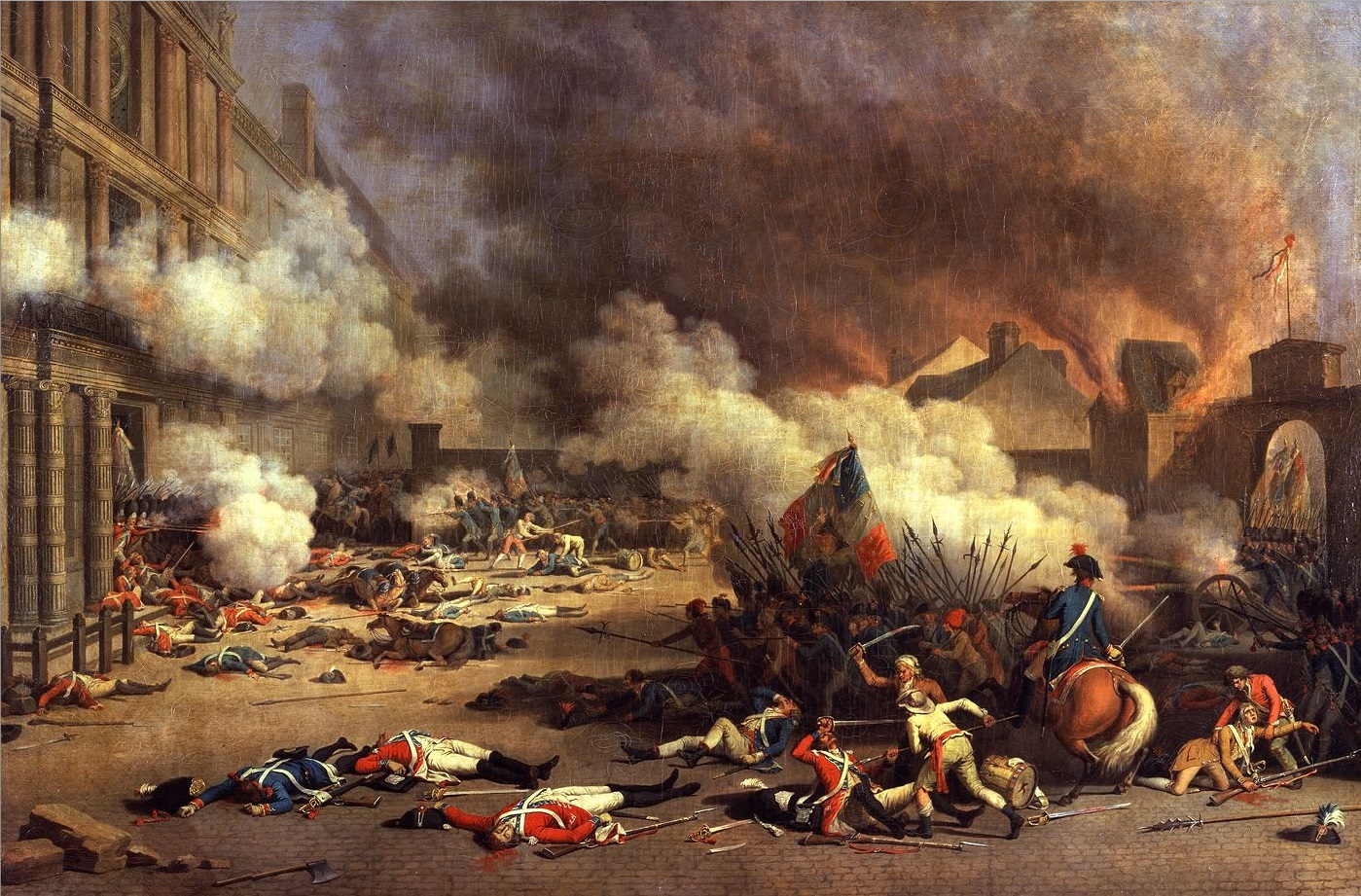
Jacques Bertaux - Prise du palais des Tuileries - 1793

Stormningen av Tuilerierna ägde rum under franska revolutionen i Paris den 10 augusti 1792.  Det räknas som en av de stora vändpunkterna under franska revolutionen.  Stormningen av det kungliga palatset Tuilerierna, som leddes av den upproriska Pariskommunens nationalgarde tillsammans med revolutionärer från Marseille och Bretagne, följde på Demonstrationen den 20 juni 1792 och Braunschweig-manifestet, och ledde till avskaffandet av den franska monarkin. 
Stormningen ledde till en massaker på de manliga medlemmarna av hovet, medan den kungliga familjen i sällskap med två hovdamer tog sin tillflykt till nationalförsamlingen, som sex veckor senare avskaffade monarkin och satte den före detta kungafamiljen i fängelse. Händelsen är i Frankrike endast känd som "10 augusti" och "Den andra revolutionen", då den inledde en ny fas av franska revolutionen som påbörjade Robespierres skräckvälde. 